# Isabelle de Valvert
Isabelle de Valvert (auch: Isabel de Valvert; * 1951) ist eine französische Pop- und Jazzsängerin, die in den 1970er Jahren auch als Schauspielerin aktiv war.

## Leben
Die dunkelhäutige Französin ist die Tochter des Bigband-Leiters Félix Valvert und der Sängerin Christiane Terosiet alias Stella Félix.
Im Februar 1973 ließ sie sich für das Magazin Playmen fotografieren. In den 1970er Jahren trat in einigen italienischen Filmen auf. Ihr Filmdebüt gab sie als Mordopfer, eine drogensüchtige afroamerikanische Touristin, in Gianni Buffardis Thriller Number One. Es folgte die Rolle der Gefangenen Isabelle in Revolte im Frauengefängnis (Prigione di donne). Ihre bekannteste Filmrolle ist die der Haydée in David Greenes Verfilmung des Grafen von Monte Christo von 1974 an der Seite von Richard Chamberlain, mit der sie ihre cinematografische Laufbahn wieder beendete.
Als Sängerin brachte sie 1977 bei Polydor die Single Mami and Daddy heraus. Danach wandte sie sich wieder dem Jazzgesang zu, den sie in sechs Sprachen beherrscht. Oft tritt sie im Fernen Osten auf; so z. B. 2004 beim Emporium Music No.6 Festival in Hanoi.
2001 veröffentlichte sie die Biographie ihres Vaters.

## Filmografie
- 1973: Number One
- 1973: Mamma…li Turchi!
- 1974: Noa Noa
- 1974: Revolte im Frauengefängnis (Prigione di donne)
- 1975: Der Graf von Monte Christo (The count of Monte Christo) (Fernsehfilm)

## Diskografie
- 1970: La di dou dam / Shangri Lee (Disc'AZ ref. SG 240)
- 1977: Mami and Daddy / I talk to you with love alone (Polydor 2041 836)[6]
- 1990: Le voisin d’en face / Charlie (Polydor 873 890-7)